# كهف بولومباس
كهف بولومباس (بالألبانية: Shpella e Pëllumbasit or Shpella e Zezë) هو كهف كارستي، يقع في وسط ألبانيا، بالقرب من قرية بولوماس في مقاطعة تيرانا، ويقع على أرتفاع 500 متر فوق مستوى سطح البحر، على سفح جبل داجتي، الذي يصل أرتفاعه إلى 1613 متر، ويعد واحدًا من بين ستة كهوف كارستية في أوروبا.
يبلغ طول الكهف حوالي 360 متر، ويتراوح عرضه بين 10-15 متر، كما يبلغ عمقه حوالي 45 متر، وعلى الرغم من صغر حجم الكهف إلا أنه يجذب العديد من الزوار، نظرا لوقوعه ضمن حدود منتزه داجتي الوطني، وقد اعترفت به وزارة البيئة كموقع طبيعي ذو أهمية على مستوى البلاد، ويعتقد أن دب الكهوف المنقرض، كان يعيش في الكهف منذ 10000 إلى 400000 سنة.